# Fools for Luck (film 1917)
Fools for Luck è un film muto del 1917 diretto da Lawrence C. Windom e prodotto dalla Essanay di Chicago. La sceneggiatura di James Campbell si basa su Talismans, lavoro teatrale di Kenneth Harris pubblicato su The Saturday Evening Post (in data non precisata).

## Trama
Il contabile Philander Jepson si affida ai portafortuna e alle zampe di coniglio per giocare d'azzardo, rivelandosi un giocatore molto fortunato. Durante una vacanza, incontra la bella Brunhilda della quale si innamora. Di ritorno in città, gli capita di passare sotto una scala e, da quel momento, la fortuna gli volta le spalle. Infatti, i genitori di Brunhilda, avendo saputo di quello che reputano un vizio, gli vietano di frequentare la figlia. Poi, perde al poker e perde anche il lavoro. Philander butta via tutti i suoi portafortuna gettandoli fuori dalla finestra e accetta un lavoro di dieci dollari la settimana. A poco a poco, l'ex contabile raggiunge il successo nel suo nuovo lavoro. Si riconcilia anche con Brunhilda e Philander reputa di essere finalmente un uomo veramente fortunato.

## Produzione
Il film fu prodotto dalla Essanay Film Manufacturing Company e dalla Perfection Pictures.

## Distribuzione
Il copyright del film, richiesto dalla Essanay Film Mfg. Co., fu registrato il 22 settembre 1917 con il numero LP11464. Distribuito dalla George Kleine System, il film uscì nelle sale cinematografiche statunitensi l'8 ottobre 1917.
Non si conoscono copie ancora esistenti della pellicola che viene considerata presumibilmente perduta.